# Nation russe trinitaire

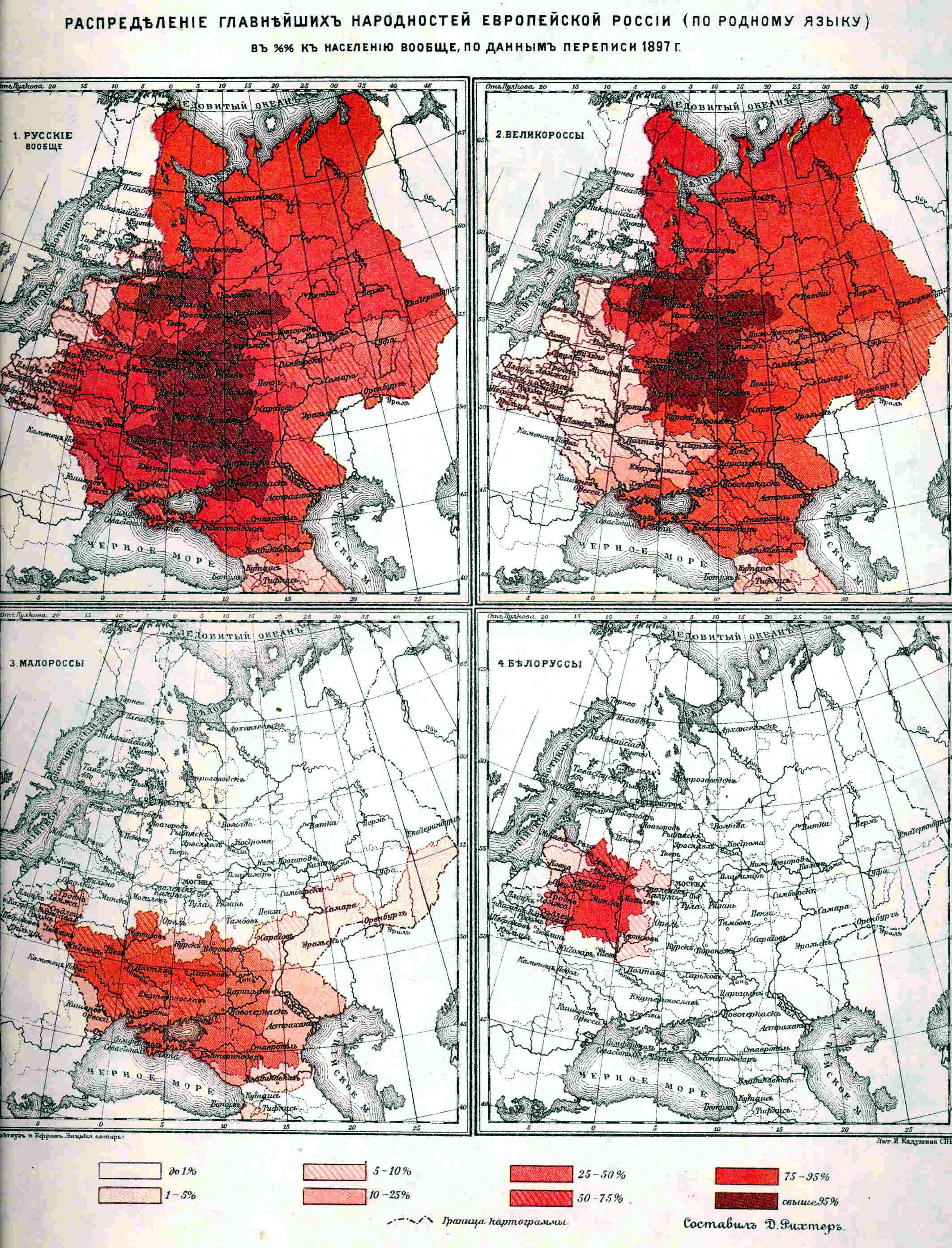
Résultats du recensement russe de 1897 : de haut en bas et de gauche à droite : proportions des « Russes », dont les « Grands-Russiens » (Veliko-Rousskie), les « Petits-Russiens » (Malo-Rousskie ou Ukrainiens) et les « Blancs-Russiens » (Bielo-Rousskie ou Biélorusses).

La nation russe trinitaire (en russe : Триединый русский народ ; en ukrainien : Триєдиний руський народ ; en biélorusse : Трыядзіны рускі народ) est le concept d'un peuple russe global composé de trois sous-groupes régionaux : par ordre numérique les « Grands-Russes », les « Petits-Russes » et les « Russes Blancs », tous trois censés avoir évolué à partir du peuple « vieux-russe » (Staro-Rousskie) de la Russie kiévienne. Le concept du « peuple russe trinitaire » faisait partie de la norme ethnologique mondiale jusqu'à la révolution russe et dans l'entre deux guerres ; c'était la justification officielle de l'existence et de l'expansion de l'Empire russe dans la continuité du « rassemblement de toutes les Russies », expression qui entrait dans la titulature des tsars et des patriarches de Moscou.

## Spécificités de la traduction
En russe, le mot русский constitue le seul adjectif désignant la région historique de Rus'. À l'époque moderne, les deux formes latines de ce terme, Russia et Ruthenia, sont devenues, après une période de synonymie, la base de la distinction des Slaves orientaux. Le premier terme désignait surtout les territoires dans la sphère d'influence du tsar (les ancêtres des Russes actuels), le second les territoires des Slaves orientaux orthodoxes dans l'État aristocratique et catholique polono-lituanien (les ancêtres des Ukrainiens et des Biélorusses actuels). Parfois, le mot « ruthène » désigne également des faits en rapport avec la Rus' de Kiev, afin de les distinguer des faits concernant la Russie issue de l'expansion de la grande-principauté de Moscou. Traditionnellement, la langue russe ne fait pas cette distinction. C'est pourquoi l'expression триединый русский народ peut se référer aussi bien à la Rus' dans son ensemble qu'à la Russie. En conséquence, une traduction par analogie comme peuple ruthène trinitaire est également possible.

## Historique

### Tsarat et Empire russes

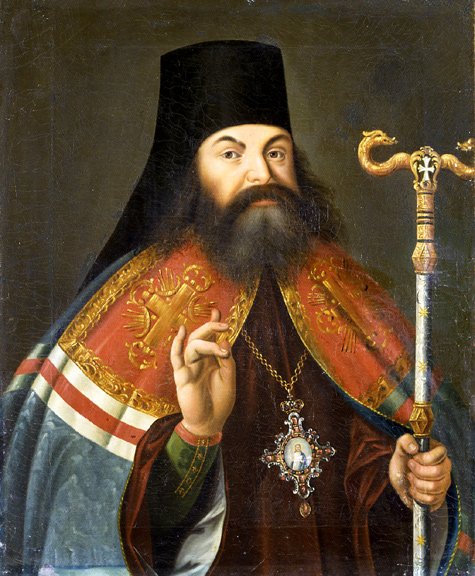
Théophane Prokopovitch.

L'émergence d'une nouvelle idéologie d'État dans le tsarat de Russie a été associée à l'intégration de l'Ukraine de la rive gauche dans la seconde moitié du XVIIe siècle. L'idée d'unir l'Ukraine et la Russie n'a pas été imposée par le gouvernement de Moscou, mais est d'origine ukrainienne. Ces efforts ont commencé dès la fin du XVIe siècle en lien avec la discrimination de l'orthodoxie en Pologne-Lituanie et se sont poursuivis au cours du XVIIe siècle jusqu'au soulèvement de Khmelnytsky. Le livre influent Synopsis kiévien de l'archimandrite de la Laure des Grottes de Kiev Innocent Giesel contenait une description de l'ancienne unité des « peuples russes ». Les chercheurs modernes voient dans ce travail le début de la conception historique du « peuple vieux-russe ». Pendant les cent années suivantes, Synopsis a joué le rôle d'une constitution spirituelle pour les pays unis.
L'auteur et idéologue du concept d'un peuple russe trinitaire était l'archevêque de l'Église orthodoxe russe né à Kiev et professeur à l'Académie Kiev-Mohyla Théophane Prokopovitch. Il enseigna que le peuple russe était trinitaire, comme l'indique le titre du tsar : tsar de la Grande, de la Petite et de la Blanche Rus’.

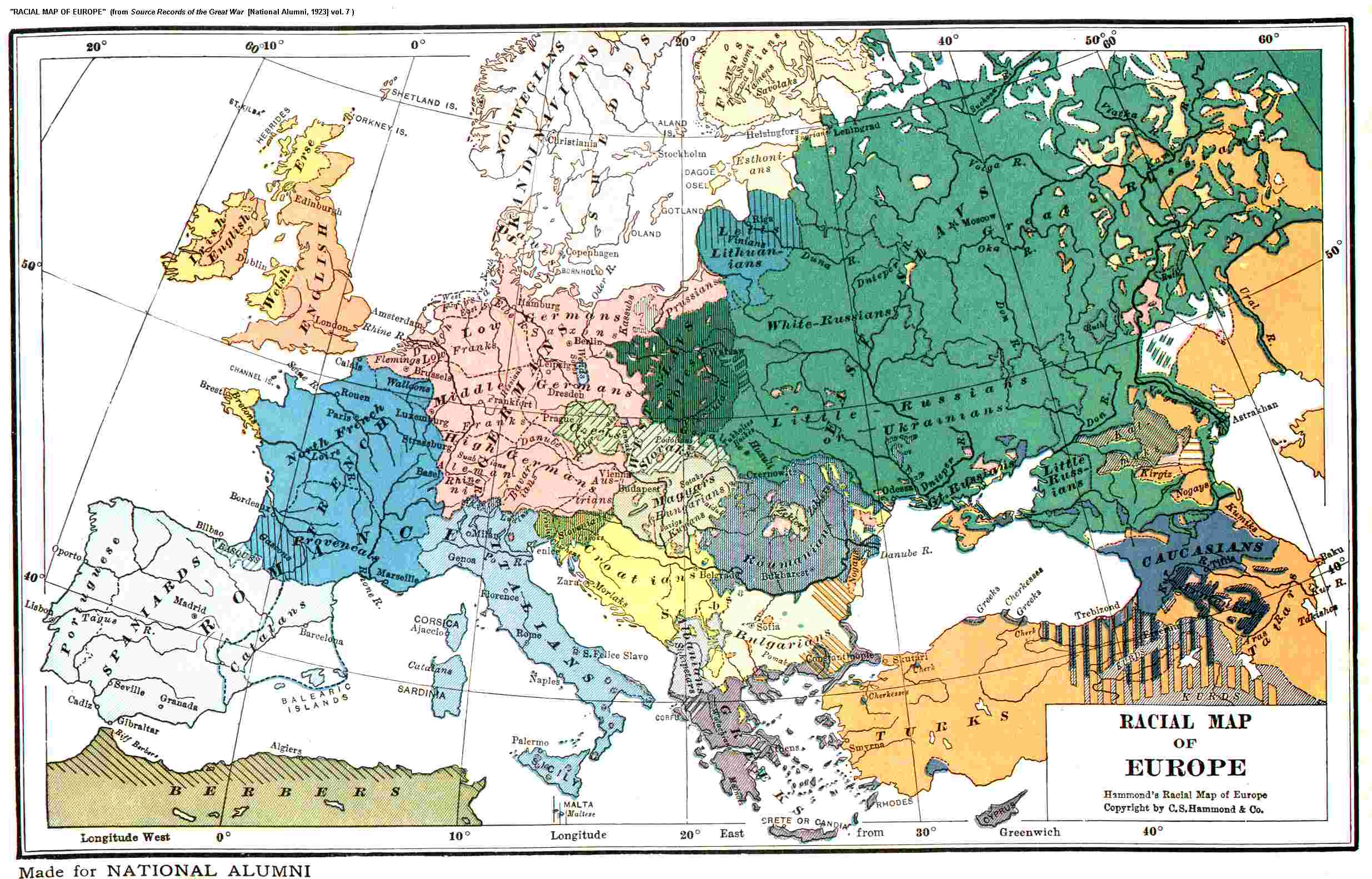
Une carte ethnique britannique de l'Europe (1923).

Selon l'historien russe Andreï Martchoukov, le peuple russe trinitaire formait le noyau ethnique et culturel de l'Empire russe multinational, tandis que d'autres groupes ethniques formaient des cercles sphériques autour de lui. L'historien Vassili Klioutchevski a suggéré que la division du peuple russe en parties orientale et occidentale s'est produite à la suite de la fragmentation féodale et de l'invasion mongole, et plus tard la partie occidentale s'est divisée en Ukrainiens et Biélorusses. De cette manière, les trois branches du peuple panrusse de son temps sont nées du vieux peuple russe. L'historien Nikolaï Kostomarov, qui appartenait plutôt au mouvement ukrainophile, a également accepté l'existence d'un peuple panrusse.

### Ère soviétique
Les premiers bolcheviks ont rejeté par principe la conception d'un peuple russe trinitaire, la considérant comme un attribut du tsarisme, du nationalisme conservateur et du mouvement blanc qui les combattait pendant la guerre civile russe. Ils ont essayé de gagner les sympathies des mouvements séparatistes en reconnaissant les Ukrainiens et les Biélorusses comme des peuples distincts. Dans les années 1920, les bolcheviks introduisent la politique de l'indigénisation, qui prend sa forme spécifique d'ukrainisation et de biélorussification. Ce faisant, ils espéraient détruire ce qui restait de l'esprit conservateur et « impérialiste » parmi les Slaves de l'Est dans l'esprit de l'internationalisme révolutionnaire.
La période stalinienne, qui a suivi la défaite des trotskystes, a été marquée par un certain renouveau des anciennes conceptions impériales, même si le statut des Ukrainiens et des Biélorusses en tant que peuples séparés n'était plus remis en cause. La Rus' de Kiev a été définie par les historiens de Staline comme un « berceau commun » des trois peuples slaves de l'Est, tout en élaborant de plus en plus la conception d'un vieux peuple russe les habitant. Une influence claire de la conception pré-révolutionnaire du peuple russe trinitaire peut être vue dans les travaux de l'universitaire soviétique Nikolaï Derjavine, qui a publié en 1944 une monographie intitulée L'origine du peuple russe : le grand russe, l'ukrainien et le biélorusse.
À l'époque de Nikita Khrouchtchev, ces vues ont été supplantées par une nouvelle conception qui semblait plus utile aux tâches de l'époque : la conception d'un « peuple soviétique » (советский народ), une nouvelle société partageant des traits communs.

### Temps moderne
Après la dissolution de l'URSS et l'émergence des États indépendants de Russie, d'Ukraine et de Biélorussie, les conceptions d'un peuple entièrement russe ou soviétique ont perdu leur sens idéologique. Au lieu de cela, des conceptions qui nient une unité ou même une parenté de ces nations se sont rapidement développées pour répondre aux besoins idéologiques des processus de construction de la nation. Cependant, la conception d'un peuple russe trinitaire se perpétue sous diverses formes dans les sphères politiques et journalistiques de Russie, d'Ukraine et de Biélorussie. L'Église orthodoxe russe défend le concept du « monde russe » (русский мир) et parle ouvertement de la nécessité de la « réunification » du peuple russe trinitaire, parfois considérée comme l'objectif le plus important pour le XXIe siècle, est évoqué. En même temps, la conception de la Trinité est vue comme une catégorie des siècles passés qui a besoin d'être modernisée et nécessite une recherche de nouvelles identités et de nouvelles impulsions unificatrices.